# Акбаров, Эдуард Ильдусович
Эдуа́рд Ильду́сович Акба́ров (род. 7 октября 1964, Казань, СССР) — советский и российский футболист, выступавший на позиции нападающего и крайнего полузащитника, футбольный арбитр. Сыграл 8 матчей в высшей лиге Украины.

## Биография
Воспитанник казанского спортивного клуба «Электрон», в детстве помимо футбола играл в хоккей и хоккей с мячом. В 16-летнем возрасте попал в «Рубин» и выходил на поле в матчах Второй лиги по квоте для молодых игроков.
В 1984 году был призван в армию и стал выступать за кировское «Динамо», там был замечен тренерами московских одноклубников и приглашён в команду. В начале 1985 года на динамовском турнире в составе москвичей стал победителем, причём в финале забил гол в ворота своего бывшего клуба из Кирова и был признан лучшим полузащитником турнира. В официальных матчах за бело-голубых вышел на поле только однажды — 30 июля 1985 года в матче Суперкубка против ленинградского «Зенита» (1:2).
После окончания службы вернулся в Казань, затем провёл два сезона в составе воронежского «Факела». В составе воронежского клуба в феврале 1988 года сделал хет-трик в международном матче со сборной Бангладеш.
С 1989 года в течение нескольких лет выступал за винницкую «Ниву». В её составе 7 марта 1992 года сыграл первый матч в первом сезоне Высшей лиги Украины против «Кремня». В ходе весеннего сезона 1992 года сыграл 7 матчей в Высшей лиге и вместе с командой вылетел в Первую, где выступал в первой половине сезона 1992/93. Весной 1993 года играл в Чехословакии за «Хемлон» из Гуменне, а в августе 1993 года сыграл ещё один матч за «Ниву», которая вернулась в Высшую лигу.
В 1994 году футболист вернулся в Россию и выступал за «Нефтехимик», «Рубин» и «Локомотив» (Лиски). В возрасте 33 лет завершил спортивную карьеру.
После окончания карьеры живёт в Воронеже. На рубеже 1990-х и 2000-х годов занимался судейством футбольных матчей, работал на играх Второго дивизиона и турнира дублёров, позднее судил матчи по мини-футболу и пляжному футболу. Работал главным тренером команды по пляжному футболу «Буран» (Воронеж).

## Личная жизнь
Женат, супругу зовут Елена. Дочь Виктория занималась теннисом и бадминтоном и тоже судила футбольные матчи на любительском уровне.
Младший брат Нияз тоже был футболистом, в некоторых командах выступал вместе со своим братом. Мать занималась конькобежным спортом, а отец играл в футбол и хоккей.
По вероисповеданию — православный.

## Достижения
- Победитель 1-й зоны Второй лиги: 1988
- Серебряный призёр Второй лиги (2): 1982 (2-я зона), 1997 (зона «Запад»)